# غيل شيريدان
غيل شيريدان (بالإنجليزية: Gail Sheridan)‏ هي ممثلة أمريكية، ولدت في 11 يناير 1916 بسياتل في الولايات المتحدة، وتوفيت في 17 سبتمبر 1982 في الولايات المتحدة.

## وصلات خارجية
- غيل شيريدان على موقع IMDb (الإنجليزية)
- غيل شيريدان على موقع أول موفي (الإنجليزية)
- غيل شيريدان على موقع قاعدة بيانات الأفلام السويدية (السويدية)
- غيل شيريدان على موقع قاعدة بيانات الفيلم (الإنجليزية)